# Henricus Stephanus
Henricus Stephanus, latinisiert aus Henri Estienne (* um 1460; † 1520), war ein französischer Buchdrucker in Paris.
Er hatte wohl die Witwe des Druckers Johann Higman geheiratet. Dessen Partner war Wolfgang Hopyl (auch Hopilius, Hopil). Befreundet war er mit dem Humanisten Faber Stapulensis.
Im 7. Mai 1502 druckte er gemeinsam mit Hopil sein erstes Buch zur Ethik des Aristoteles. In diesem Band taucht erstmals der Name des Druckers und Verlegers Stephanus auf und ist damit das erste Produkt der vielleicht wichtigsten Druckerdynastie des 16. Jahrhunderts. Ab 1504 arbeitete er wieder allein. Bis zu seinem Tod hatte er über 120 Werke, überwiegend in lateinischer Sprache und im Format Folium herausgebracht.
Sein Sohn Robert Estienne wurde ebenfalls Drucker, sein Enkel Henri Estienne unter demselben Namen.